# Le Parfum de l'invisible
Pour plus de détails, voir Fiche technique et Distribution.
Le Parfum de l'invisible (parfois intitulé Manara, le parfum de l'invisible) est un film d'animation érotique américano-français réalisé par Francis Nielsen, sorti en 1997. Le scénario est adapté de la bande dessinée éponyme de Milo Manara publiée en 1987.

## Synopsis
Une équipe de télévision vient interviewer une jeune femme, prénommée Miel, qui vient d'obtenir un grand succès en publiant son premier livre. Il y est question d'un homme invisible...

## Fiche technique
Sauf indication contraire, les informations mentionnées dans cette section peuvent être confirmées par la base de données cinématographiques IMDb,  présente dans la section « Liens externes ».
- Titre original : Le Parfum de l'invisible
- Titre anglais : Butterscotch ou Perfume of the Invisible Man
- Réalisation : Francis Nielsen
- Scénario : Natalie Novak et Jean-François Sévenin, d'après la bande dessinée éponyme de Milo Manara
- Musique : Jean-Pierre Rusconi et Frank Yvy
  - Interprétation du générique : Corinne Hermès
- Direction de l'animation : Vivian Missen, Robert Sahakiantz
- Décors : Christophe Vallaux
- Montage : Kram Gadeyre
- Production déléguée : Jean-Pierre Labrande et Frank Lipsik
- Production exécutive : Francis Nielsen
- Pays de production :  France et  États-Unis
- Sociétés de production : Blue Dahlia Productions, Canal+, M6, Oranton Ltd., Pipangaï Production, Provision, avec la participation du CNC
- Format : couleur - stéréo
- Genre : animation, érotique, fantastique
- Durée : 68 minutes

## Distribution des voix
- Olivia Dutron
- Jean-Luc de Battice
- Consuelo de Haviland
- Patrick Burgel
- Julie Deyre